# Testen
Testen je priimek več znanih Slovencev:
- Anton Testen (1909 - 1997), sodnik
- Ciril Testen (*1947), ekonomist in politik (poslanec)
- Dejan Testen, kajakaš, trener
- Franc Testen (*1948), pravnik, predsednik ustavnega in vrhovnega sodišča Republike Slovenije
- Janez Ambrož (Janko) Testen (1897 - 1984), frančiškan, hrvaški slikar slovenskega rodu
- Janko Testen (1950 - 2025), slikar, ilustrator, karikaturist
- Jože Testen (*1937), živilski gospodarstvenik (direktor MIP)
- Niko Testen (*1997), kajakaš
- Petra Testen Koren (*1977), zgodovinarka, urednica NSBL
- Žiga Testen, VJ (elektronski AV-umetnik)